# Забара (Ровненская область)
Забара (укр. Забара) — село в Корецкой городской общине Ровненского района Ровненской области Украины.
До 2020 года входило в Корецкий район.
Население по переписи 2001 года составляло 230 человек. Почтовый индекс — 34742. Телефонный код — 3651.